# Bahnhof Niekłończyca Uniemyśl

Niekłończyca Uniemyśl ist eine ehemalige Eisenbahnhaltestelle der Bahnstrecke Szczecin–Trzebież Szczeciński im polnischen Dorf Uniemyśl, Woiwodschaft Westpommern.

## Allgemeine Informationen
Die Haltestelle befindet sich etwa 500 m hinter dem Bahnübergang durch die Woiwodschaftsstraße 114, die Uniemyśl von Niekłończyca trennt. Das Bahnhofsgebäude wurde für andere Zwecke angepasst. Im Jahre 2002 wurde der Bahnhof gleich mit der ganzen Strecke im Personenverkehr eingestellt.

## Vorherige Namen
- Königsfelde-Wilhelmsdorf (1910–1945)[1]
- Niekłończyce (1945–1947)[1]